# Sara McMann
Sara McMann (Takoma Park, Maryland, 24 de septiembre de 1980) es una artista marcial mixta y exluchadora olímpica estadounidense. Fue la primera mujer estadounidense en recibir una medalla de plata en lucha olímpica, la cual ganó en los Juegos Olímpicos de Atenas 2004. Luchó en la categoría de los 63 kilos o 138 libras en estilo libre de mujeres. Sara McMann empezó a luchar a los 14 años en Marion, Carolina del norte, en la Escuela de McDowell. Desde el 4 de octubre de 2021, se encuentra como la peso gallo femenino No.10 en los rankings oficiales de UFC.
Sara ocupa el puesto No. 12 del ranking de peleadoras libra por libra de artes marciales mixtas en el mundo (de acuerdo con MMARising.com).

## Carrera en artes marciales mixtas
A finales de 2010 anunció que había firmado un contrato de tres peleas con Strikeforce. Ella planeaba luchar en la categoría de las 135 libras, pero no fue posible debido a cláusulas en el contrato.
Hizo su debut como profesional en Universal Cage Combat: Revolución. Allí derrotó a Christina Marks por sumisión en la primera ronda.

### Strikeforce
En 4 de septiembre de 2012, se anunció que McMann había firmado con Strikeforce, se esperaba que su debut fuera en el evento Strikeforce: Cormier vs. Mir contra Liz Carmouche pero finalmente fue cancelado.

### Ultimate Fighting Championship
En febrero de 2013, se unió oficialmente a la UFC y se convirtió en la tercera mujer en ganar una pelea, ganándole a Sheila Gaff en UFC 159.
McMann se enfrentó a Ronda Rousey por el Campeonato de Peso Gallo de Mujeres de UFC UFC 170 donde perdió por nocaut técnico después de recibir un golpe al hígado.
McMann se enfrentó a Lauren Murphy el 16 de agosto de 2014 en UFC Fight Night 47. McMann ganó la pelea por decisión dividida.
El 31 de enero de 2015, McMann se enfrentó a Miesha Tate en UFC 183. McMann perdió la pelea por decisión mayoritaria.
El 8 de agosto de 2015, McMann se enfrentó a Amanda Nunes en UFC Fight Night 73. McMann perdió la pelea por sumisión en la primera ronda.
McMann se enfrentó a Jessica Eye el 29 de mayo de 2016 en UFC Fight Night 88. McMann ganó la pelea por decisión unánime.
McMann se enfrentó a Alexis Davis el 3 de diciembre de 2016 en The Ultimate Fighter: Tournament of Champions. McMann ganó por sumisión en la segunda ronda.
Se esperaba que McMann se enfrentara a Liz Carmouche en UFC Fight Night 105, el 19 de febrero de 2017. Sin embargo, Carmouche se vio obligado a retirarse de la pelea debido a una lesión y fue reemplazada por la recién llegada Gina Mazany. McMann ganó la pelea a través de la sumisión a principios de la primera ronda.
Originalmente, se esperaba que McMann se enfrentara a Ketlen Vieira en UFC 214 el 29 de julio de 2017. Sin embargo, la pelea fue movida a UFC 215. Perdió el combate a través de la sumisión en la segunda ronda.
McMann se enfrentó a Marion Reneau el 24 de febrero de 2018 en UFC on Fox 28. Después de dominar la primera ronda, McMann fue derribada y sometida por Reneau en la segunda ronda.
McMann se enfrentó a Lina Länsberg el 25 de enero de 2019 en UFC Fight Night: Blaydes vs. dos Santos. Tras tres asaltos se hace con la victoria por decisión unánime.
McMann se enfrentó el 24 de enero de 2021 en el UFC 257 a Julianna Peña. Perdió el combate por sumisión en el tercer asalto.
El 26 de marzo de 2022 se enfrentó a Karol Rosa en el evento UFC Fight Night 205. Ganó el combate por decisión unánime.

## Campeonatos y logros

### Artes marciales mixtas
- Invicta Fighting Championships
  - Pelea de la Noche (Una vez)

- Women's MMA Awards
  - Peleadora Mighty Mia Inspirational del Año (2011)
- Ultimate Fighting Championship
  - Actuación de la noche.(Una Vez)

## Récord en artes marciales mixtas
| Resultado | Récord | Oponente        | Método                        | Evento                                               | Fecha                   | Ronda | Tiempo | Localización                 | Notas                                              |
| --------- | ------ | --------------- | ----------------------------- | ---------------------------------------------------- | ----------------------- | ----- | ------ | ---------------------------- | -------------------------------------------------- |
| Victoria  | 13-6   | Karol Rosa      | Decisión (unánime)            | UFC Fight Night 205                                  | 26 de marzo de 2022     | 3     | 5:00   | Columbus, Ohio               |                                                    |
| Derrota   | 12–6   | Julianna Peña   | Sumisión (rear-naked choke)   | UFC 257                                              | 24 de enero de 2021     | 3     | 3:39   | Abu Dhabi                    |                                                    |
| Victoria  | 12–5   | Lina Länsberg   | Decisión (unánime)            | UFC Fight Night: Blaydes vs. dos Santos              | 25 de enero de 2019     | 3     | 5:00   | Raleigh, Carolina del Norte  |                                                    |
| Derrota   | 11–5   | Marion Reneau   | Sumisión (triangle choke)     | UFC on Fox: Emmett vs. Stephens                      | 24 de febrero de 2018   | 2     | 3:40   | Orlando, Florida             |                                                    |
| Derrota   | 11–4   | Ketlen Vieira   | Sumisión (arm triangle choke) | UFC 215                                              | 9 de septiembre de 2017 | 2     | 4:16   | Edmonton                     |                                                    |
| Victoria  | 11–3   | Gina Mazany     | Sumisión (arm triangle choke) | UFC Fight Night: Lewis vs. Browne                    | 19 de febrero de 2017   | 1     | 1:14   | Halifax, Nueva Escocia       |                                                    |
| Victoria  | 10–3   | Alexis Davis    | Sumisión (arm triangle choke) | The Ultimate Fighter: Tournament of Champions Finale | 3 de diciembre de 2016  | 2     | 2:52   | Las Vegas, Nevada            | Actuación de la noche.                             |
| Victoria  | 9–3    | Jessica Eye     | Decisión (unánime)            | UFC Fight Night: Almeida vs. Garbrandt               | 29 de mayo de 2016      | 3     | 5:00   | Las Vegas, Nevada            |                                                    |
| Derrota   | 8–3    | Amanda Nunes    | Sumisión (rear-naked choke)   | UFC Fight Night: Teixeira vs. St. Preux              | 8 de agosto de 2015     | 1     | 2:53   | Nashville, Tennessee         |                                                    |
| Derrota   | 8–2    | Miesha Tate     | Decisión (mayoritaria)        | UFC 183                                              | 31 de enero de 2015     | 3     | 5:00   | Las Vegas, Nevada            |                                                    |
| Victoria  | 8–1    | Lauren Murphy   | Decisión (dividida)           | UFC Fight Night: Bader vs. St. Preux                 | 16 de agosto de 2014    | 3     | 5:00   | Bangor, Maine                |                                                    |
| Derrota   | 7–1    | Ronda Rousey    | TKO (rodillazo al cuerpo)     | UFC 170                                              | 22 de febrero de 2014   | 1     | 1:06   | Las Vegas, Nevada            | Por el Campeonato de Peso Gallo de Mujeres de UFC. |
| Victoria  | 7–0    | Sheila Gaff     | TKO (golpes)                  | UFC 159                                              | 27 de abril de 2013     | 1     | 4:06   | Newark, New Jersey           |                                                    |
| Victoria  | 6–0    | Shayna Baszler  | Decisión (unánime)            | Invicta FC 2                                         | 28 de julio de 2012     | 3     | 5:00   | Kansas City, Kansas          | Eliminatoria por el título; Pelea de la Noche.     |
| Victoria  | 5–0    | Hitomi Akano    | Decisión (unánime)            | ProElite 3: Da Spyder vs. Minowaman                  | 21 de enero de 2012     | 3     | 5:00   | Honolulu, Hawái              |                                                    |
| Victoria  | 4–0    | Raquel Pa'aluhi | Sumisión (keylock)            | ProElite 1: Arlovski vs. Lopez                       | 27 de agosto de 2011    | 3     | 2:53   | Honolulu, Hawái              |                                                    |
| Victoria  | 3–0    | Tonya Evinger   | Decisión (unánime)            | Titan Fighting Championships 19                      | 29 de julio de 2011     | 3     | 5:00   | Kansas City, Kansas          |                                                    |
| Victoria  | 2–0    | Julie Malenfant | Sumisión (golpes)             | BlackEye Promotions 4                                | 17 de junio de 2011     | 1     | 0:32   | Fletcher, Carolina del Norte |                                                    |
| Victoria  | 1–0    | Christina Marks | Sumisión (rear-naked choke)   | Universal Cage Combat: Revolution                    | 28 de mayo de 2011      | 1     | 1:41   | Lawrenceburg, Indiana        |                                                    |